# بحيرة سيبو
بحيرة سيبو هي بحيرة طبيعية تقع في مقاطعة جنوب كوتاباتو، في جزيرة مينداناو جنوب الفلبين، تُعد من أبرز المعالم الطبيعية والسياحية في البلاد، وتحيط بها جبال خضراء وغابات مطيرة كثيفة.

## الموقع والجغرافيا
تقع البحيرة على ارتفاع يزيد عن 1,000 متر فوق سطح البحر، في منطقة تشتهر بالمناخ البارد نسبيًا مقارنة بالمناطق المحيطة، وتُعد البحيرة مصدرًا رئيسيًا للمياه والري في المنطقة، وهي محاطة بعدد من الشلالات الصغيرة.

## السكان والثقافة
تسكن المنطقة قبائل تي'بول (T'boli) الأصلية، المعروفة بثقافتها الفريدة، وحرفها اليدوية مثل نسج النسيج التقليدي المسمى "تينالاك". تشكل البحيرة مركزًا هامًا لحياة هذه المجتمعات، من الصيد إلى الزراعة والسياحة البيئية.

### السياحة
تُعد بحيرة سيبو وجهة شعبية لمحبي الطبيعة والثقافة، حيث يمكن للزوار الاستمتاع بركوب الزوارق، وزيارة القرى التقليدية، ومشاهدة الشلالات القريبة، والتعرف على الفنون القبلية.